# Cambarus subterraneus
Cambarus subterraneus là một loài tôm càng sông trong họ Cambaridae. Chúng chỉ được tìm thấy trong ba hang động ở Delaware County, Oklahoma.